# Вилхелмина Шарлота фон Хесен-Касел
Вилхелмина Шарлота фон Хесен-Касел (на немски: Wilhelmine Charlotte von Hessen-Kassel; * 8 юли 1695 в Касел; † 27 ноември 1722 в Касел) е принцеса от Хесен-Касел.
Тя е най-малката дъщеря на ландграф Карл фон Хесен-Касел (1654 - 1730) и съпругата му Мария Амалия от Курландия (1653 – 1711), дъщеря на херцог Якоб Кетлер (1610 – 1682), херцог на Курландия, и Луиза Шарлота фон Бранденбург (1617 - 1676). Сестра е на Фридрих I (1676 – 1751), ландграф на Хесен-Касел и от 1730 г. крал на Швеция.
Тя умира неомъжена на 27 ноември 1722 г. на 27 години в Касел.